# Juan Aguilera (médico)
Juan Aguilera (Salamanca, ? – ¿Salamanca?, 1560). Astrónomo y médico español.

## Biografía
Se licenció en Medicina en la Universidad de Salamanca en 1532 y en 1535 obtuvo el doctorado. Desde su infancia se interesó también por la astronomía y en ese sentido cita a dos profesores anteriores de esta materia: Abraham Zacuto y Rodrigo de Basurto. En 1538, Aguilera desempeñaba la cátedra de Astrología, como sustuito en su Universidad. 
De 1540 a 1550 acompañó al obispo de Burgos, Juan Álvarez de Toledo, en un viaje a Roma, donde atendió como médico a los pontífices Pablo III y Julio III. Allí conoció a  Andrés Laguna y a otros españoles, con los que se reunía para tratar temas científicos y donde adquirió probablemente conocimiento de la obra de Copérnico. De sus actividades en Roma hay noticias en las cartas de Juan Páez de Castro: 

las Mathematicas no las dejo olvidadas, ayudo al Doctor Aguilera y yo, a ratos hurtados, entendemos en las Mathematicas; creo que sacará pronto a luz un Quadrante universal, cosa que nadie hasta agora lo ha inventado, y unas Tablas de todos movimientos, de operación muy fácil y muy cierta y otras cosas apacibles.
Juan Páez de Castro

## Obras
- Canones Astrolabii Universalis